# ノムウィン環礁
ノムウィン環礁（英語: Nomwin）は太平洋西部、カロリン諸島のうちホール諸島の環礁。ミクロネシア連邦のチューク州に属し環礁南部が同名の自治体となっている。同環礁東部はファナヌーと言う自治体になっている。
チューク環礁の北端から北に85km程の位置にあり、東北東10km程の位置にムリロ環礁が存在する。ムリロ環礁の島嶼とあわせてホール諸島と呼ばれている。

## 註
1. ↑  Statoids.com, retrieved December 8, 2010
2. ↑  “Oceandots - Nomwin”. 2010年12月23日時点のオリジナルよりアーカイブ。2011年12月6日閲覧。